# 新生児感染症
新生児感染症（しんせいじかんせんしょう）とは、出生前または生後4週間以内に新生児が感染する感染症である。新生児感染症は、母子感染、出産時の産道感染、または出生後に発症することがある 。
先進国では、新生児感染症の治療は新生児集中治療室（NICU）で行われることが多い。新生児感染症は、出産後すぐに症状が現れる場合もあれば、数週間かけて症状が現れる場合もある。HIV、B型肝炎、マラリアなどの新生児感染症は、かなり後になってから発症する場合もある。
リスクファクターには、母体感染歴、早産（妊娠37週未満）、早期破水（羊膜破裂）などがあり、これらは出生前に細菌が子宮内に侵入することで新生児敗血症のリスクを大幅に高める。早産児または低出生体重児は新生児感染症にかかりやすく、特に早産児リスクが高いものの、すべての新生児が感染症を発症する可能性がある。分娩中の感染症に対する母体スクリーニングは新生児感染症のリスクを低減する。妊婦は新生児感染症の予防のため、分娩中の抗菌薬の予防投与を受ける場合がある。
新生児呼吸窮迫症候群は新生児感染症の一般的な合併症であり、早産児に呼吸困難を引き起こす。新生児呼吸窮迫症候群は新生児感染症に続いて発生する可能性があり、この症候群は長期的な悪影響を及ぼしうる。 新生児の呼吸器障害は、場合によっては、将来の呼吸器感染症や肺疾患に関連する炎症反応に対する感受性を高める可能性がある。

## 徴候と症状
感染症の兆候や症状には、呼吸困難、体温の不安定、易刺激性、哺乳不良、発育不良、泣き止まない、皮膚の発疹などがある。

## 原因
新生児感染症の原因は、細菌、ウイルス、真菌など多岐にわたる。病原体の発生源は、多くの場合、母体の消化管や泌尿生殖器で、これらの微生物による感染の多くは母体では無症状である。他に、子宮内や分娩中に乳児に感染する可能性のある母体感染症には、細菌性やウイルス性の性感染症がある。新生児の感染への抵抗力は、免疫系が未熟なために限定的である。さらに、新生児の免疫系は、炎症性サイトカインの放出など、治療を複雑にする問題を引き起こすような反応を示すことがある。先天性の免疫不全も、新生児の感染症に対する抵抗力に影響を与える。

### 細菌
母体の消化管や尿路に存在する細菌は、新生児感染症を引き起こすことがよくある。細菌感染症は、出生時の胎児機能不全（頻脈、体温不安定、呼吸困難などの徴候を含む）、新生児敗血症、または新生児髄膜炎として現れることがある。NICU入院中に発生する感染症は、特にカテーテルが留置されている新生児において、コアグラーゼ陰性ブドウ球菌によるものが一般的である。生後1か月以降に発生する感染症は、グラム陽性細菌およびコアグラーゼ陽性ブドウ球菌が原因である可能性が高くなる。

#### B群連鎖球菌
B群連鎖球菌（GBS、Streptococcus agalactiae）は、新生児の早期発症感染症の大部分の原因として特定されている。B群連鎖球菌は莢膜を持つグラム陽性球菌で、妊婦の消化管および生殖管に定着する。母体感染は通常無症状である。この病原体は分娩開始後に母親の膣から直接乳児の羊水に感染（垂直感染）する。GBSの有病率は高いため、妊娠中は定期的にスクリーニング検査が行われる。母親の消化管や泌尿器系で細菌が検出された場合は、母親に抗生物質（通常はペニシリンまたはアンピシリン）が静脈注射される。

#### 大腸菌
大腸菌（Escherichia coli）は莢膜を有するグラム陰性桿菌で、妊婦の消化管および泌尿器系に広く分布するため、新生児感染症を引き起こす可能性がある。B群連鎖球菌感染症の予防法の進歩に伴い、β-ラクタム耐性大腸菌感染症は、極低出生体重児および未熟児の新生児死亡の原因として増加している。新生児大腸菌感染症の一般的な合併症には、新生児敗血症と新生児髄膜炎などがある。

#### その他の細菌
淋菌（Neisseria gonorrhoeae）は妊婦が出産時に感染している可能性のある、一般的な性感染症で、新生児における淋菌感染症の最も一般的な症状は新生児結膜炎である。
リステリア・モノサイトゲネス（Listeria monocytogenes）はグラム陽性桿菌で、汚染された食品（動物性食品が多い）を介して母体に感染を引き起こし、新生児に感染する可能性がある。
破傷風菌（Clostridium tetani）は新生児に全身性破傷風を引き起こす可能性があり、これは通常、母親が破傷風ワクチンを接種していなく、新生児が受動免疫を獲得していない場合に発生する。
あまり一般的ではない細菌性病原体としては、化膿連鎖球菌、緑膿菌、肺炎連鎖球菌、インフルエンザ菌、緑膿菌などがある。

### ウイルス

#### ヒト免疫不全ウイルス
ヒト免疫不全ウイルス（HIV）感染は、ほとんどの場合は分娩時に起こり、子宮内における母子感染や、出産後の授乳によって発生する可能性もある。感染は複数のリスク因子が関係するが、通常は母親のHIVウイルス量に依存する。HIV感染を減らすための戦略には、以下のものがある。
- 妊娠中の抗レトロウイルス療法（ART）による母体血流中のHIVウイルス量の低減
- 血漿中ウイルス量が1000コピー/mLを超える母親の場合の帝王切開による分娩
- 新生児への予防的抗レトロウイルス療法（特に母親のウイルス量が高い場合）
- 授乳を避ける

小児におけるHIVの症状は、発症年齢によって異なる。 一般的な症状としては、発育不良、肺炎などの反復性感染症、断続的な下痢、リンパ節の腫れ、口腔カンジダ症などが挙げられる。乳児におけるHIVの診断検査は、血流中のウイルス検出によって行われる。HIVに感染した母親から生まれた乳児の場合、出産後数日以内、生後1～2ヶ月、および生後4～6ヶ月に診断検査が行われる。

#### サイトメガロウイルス
サイトメガロウイルス（CMV）は最も一般的な先天性ウイルス感染症であり、通常は妊娠中に胎盤を介して感染する。先天性CMV感染症の新生児のほとんどは無症状ですが、少数は症状を呈する。一般的な症状としては、発疹、小頭症、低出生体重、黄疸、血小板減少症、てんかん発作、網膜炎などが挙げられる。先天性CMV感染症の長期合併症には、感音難聴、発達遅延、てんかん発作などがある。罹患率が高いため、妊婦におけるCMVのスクリーニング検査はルーチンでは行われていない。

#### 単純ヘルペスウイルス
単純ヘルペスウイルス（HSV）は、口唇ヘルペスや痛みを伴う性器水疱の原因となることが多く、分娩時に性器病変に直接接触することで先天性感染を引き起こす可能性がある。症状の発現に基づいて、局所性（皮膚・眼・口）、中枢神経性、全身性、の3つに分類される。

#### 風疹
風疹ウイルスの妊娠中の母体感染は、先天性風疹症候群を引き起こす可能性がある。先天性感染のリスクは妊娠初期（12週未満）に最も高くなる。特に母親が予防接種プログラムが実施されていない地域出身の場合、先天性風疹をより疑う必要がある。一般的な症状には、白内障、聴覚障害、発達遅延、先天性心疾患などがある。

#### その他のウイルス病原体
ジカウイルスは、蚊によって媒介される節足動物媒介性ウイルスであり、妊娠中の感染は新生児に胎児発育不全や中枢神経系異常など重度の先天異常を引き起こす可能性がある。
母子に危害を及ぼす可能性のある肝炎ウイルスは5種類ある。急性A型肝炎ウイルスまたはE型肝炎ウイルス感染は、母子の健康に対するリスクが最も高く、妊娠転帰不良のリスクが高まる。B型肝炎ウイルス、C型肝炎ウイルス、D型肝炎ウイルスは母子感染のリスクがあるものの、その程度は母体の基礎疾患の重症度に依存する。しかし、新生児感染の主な原因はB型肝炎ウイルスである。
新生児期のRSウイルス、メタニューモウイルス、ライノウイルス、パラインフルエンザウイルス、ヒトコロナウイルスなどの他のウイルス感染は、小児期後期の反復性喘鳴と関連している。

### 真菌
極低出生体重児における全身性真菌感染症は、深刻な結果をもたらす院内感染である。病原体は通常、カンジダ・アルビカンス（Candida albicans）やCandida parapsilosisである。

### 原虫
先天性マラリアのほとんどは、三日熱マラリア原虫（Plasmodium vivax）と熱帯熱マラリア原虫（Plasmodium falciparum）によって引き起こされる。マラリアが蔓延している地域に住む女性は、繰り返しマラリアに曝露され、母体感染により母親は抗マラリア抗体を生成する。母親の体内に存在する抗体が、乳児を防御すると考えられている。マラリアでは細菌感染症が発生することがある。
胎内でトキソプラズマ（Toxoplasma gondii）に感染した乳児は、脈絡網膜炎または眼トキソプラズマ症を患って生まれることがある。世界的に、これは眼の奥（後眼部）の感染症の最も一般的な原因である。最も一般的な徴候は片眼の視力低下で、その他の徴候や症状は新生児期を過ぎてから現れることもあり、後年における脈絡網膜炎の発症、頭蓋内石灰化、水頭症、または中枢神経系の異常などがある。

## 診断
診断は、母体または胎児の、通常は無菌性の部位から病原体が回収されるかに基づく。あいにく、妊婦の半数近くが淋病やその他の性感染症に罹患していても無症状である。検体は尿、血液、または脳脊髄液から採取され、感染症の診断は、白血球数、サイトカイン濃度、その他の血液検査や所見の測定など、より非特異的な検査によっても補助される。

## 治療
新生児感染症の治療は、通常、原因の診断が確定する前に開始される（経験的治療）。新生児感染症は、抗生物質による予防的治療が可能である。